# Operatie Bernhard

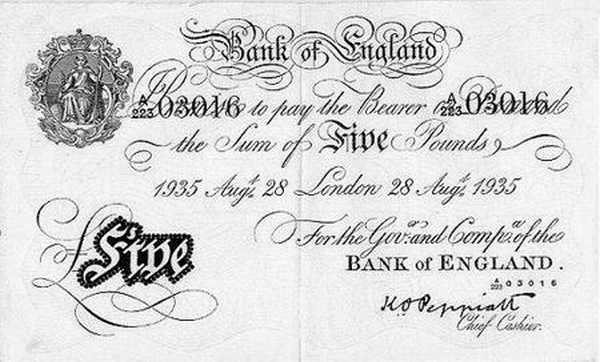
Een vervalst briefje van 5 pond

Operatie Bernhard was een project van de nazi's om door valse Engelse ponden een inflatie in de hand te werken in Groot-Brittannië. Deze werden in omloop gebracht via Duitse vliegtuigpiloten die het geld vanuit hun vliegtuig boven Britse dorpen en steden uitstrooiden. Het project werd op 8 mei 1941 gelanceerd door de SS-officier Bernhard Krüger. Dit plan leek hem eenvoudig, maar toch bleek het vervalsen lastig omdat de ponden vele echtheidskenmerken bevatten. De mensen die meewerkten aan deze operatie hadden absolute zwijgplicht. Voor het vervalsen werden gevangenen uit concentratiekampen, die iets van geld maken afwisten, ingezet. De operatie vormde de inspiratie voor de film Die Fälscher uit 2007.

## Oorsprong
Toen de Tweede Wereldoorlog aan de gang was, wilde nazi-Duitsland de Britse economie ontwrichten, waardoor Groot-Brittannië zijn troepen minder weerstand en wapens zou kunnen bieden en een overwinning voor de hand zou liggen. Later bleek dat toch niet zo gemakkelijk te zijn. Engelse ponden waren met meer dan 150 echtheidskenmerken uitgerust, waaronder het Britannia-medaillon en het speciale linnenpapier.

## Lancering

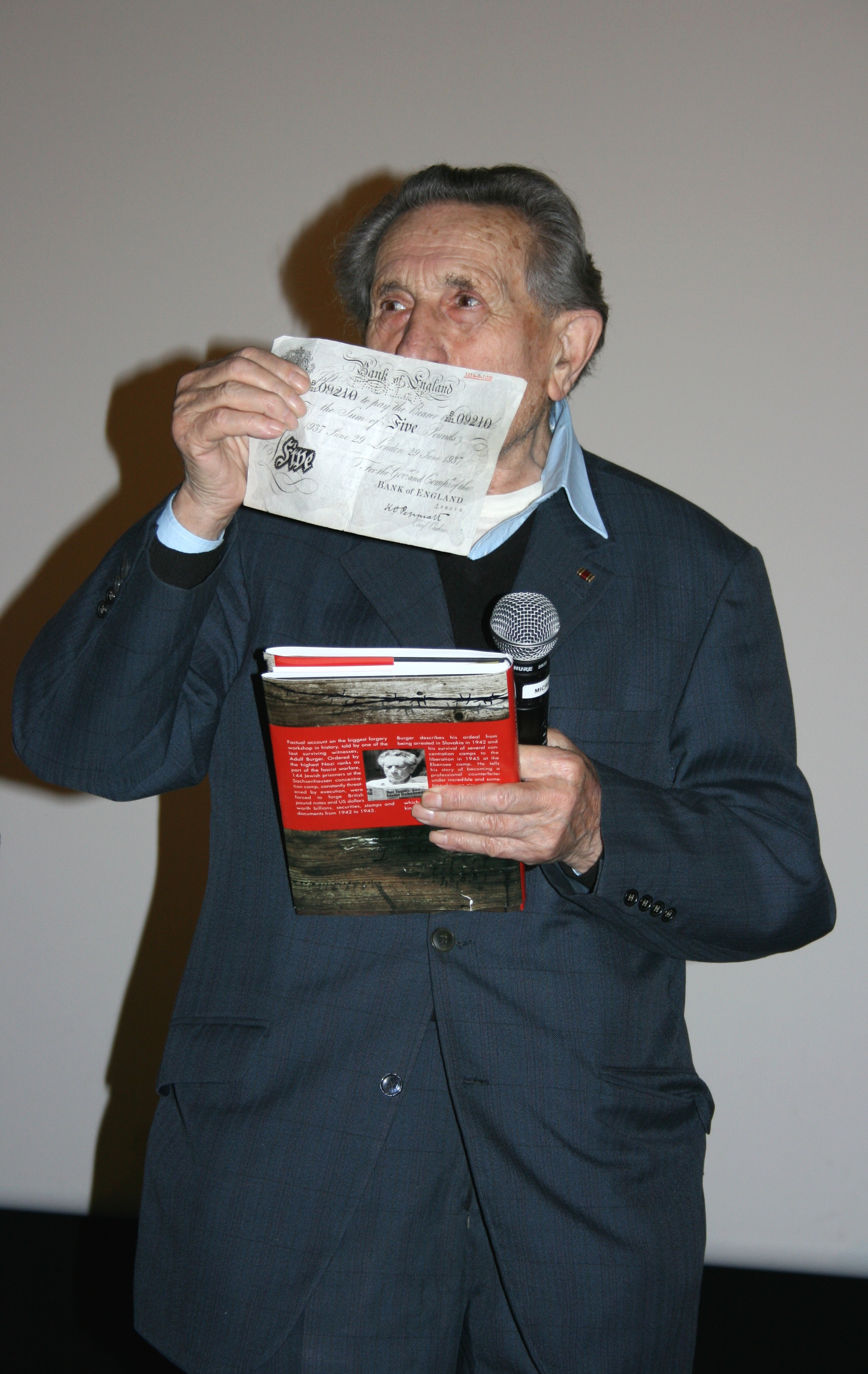
Adolf Burger, een gevangene die gedwongen moest meewerken aan het project, houdt een vervalst briefje vast

Op 8 mei 1941 moest de SS-officier Bernhard Krüger aanwezig zijn op een dringende vergadering. Hij kreeg een bevel van de chef van de buitenlandse inlichtingendienst, Walter Schellenberg, in een zwaar beveiligde kamer. Hij kreeg de opdracht om met behulp van behendige gevangenen Britse bankbiljetten na te maken.
Het eerste obstakel was het papier. Dat werd naar verschillende Duitse hogescholen gestuurd om het te laten onderzoeken. Het bleek van linnen gemaakt te zijn. De nazi's bestelden al gauw vlas in Turkije. Later voelde het papier niet hetzelfde aan. Dat kwam omdat het hergebruikt Brits linnen was. In 1942 konden de papierfabrieken het speciale papier maken.
Het tweede obstakel waren de vele echtheidskenmerken. Deze waren overal op het bankbiljet aanwezig. Het zogenaamde Britannia-medaillon stond bijvoorbeeld vol met minuscule velden en de uitgavedatum stond in verband met het serienummer. Overal waren watermerken aanwezig.
Het derde obstakel was dat de biljetten er te nieuw uitzagen. Gevangenen uit Sachsenhausen met 'vuile' handen werden ingezet om de biljetten er gebruikt te laten uitzien. Een andere bijzonderheid was dat de biljetten met naalden samengebundeld werden. De gevangenen prikten opzettelijk door het Britannia-medaillon vanuit de gedachte dat Britse bankbedienden dat niet zouden doen.
In 1959 vond een journalist van het Duitse blad Stern op de bodem van het Toplitzmeer in Oostenrijk 73 miljoen valse ponden. Meteen was het daarmee bewezen dat de nazi's op grote schaal geld vervalsten. Nog later werd bekend dat de nazi's ook Joegoslavisch, Italiaans en Amerikaans geld vervalsten.